# Pedro García
Pedro García – kubański zapaśnik w stylu wolnym. Srebrny medalista mistrzostw panamerykańskich w 1993 i brązowy w 1989 roku.